# Quamichan Lake
Quamichan Lake är en sjö i Kanada.   Den ligger i provinsen British Columbia, i den sydvästra delen av landet, 3 600 km väster om huvudstaden Ottawa. Quamichan Lake ligger 25 meter över havet. Arean är 3,0 kvadratkilometer. Den sträcker sig 2,6 kilometer i nord-sydlig riktning, och 2,6 kilometer i öst-västlig riktning.
I omgivningarna runt Quamichan Lake växer i huvudsak blandskog. Runt Quamichan Lake är det ganska glesbefolkat, med 32 invånare per kvadratkilometer.